# Podocarpus aristulatus
Podocarpus aristulatus  es una especie de árbol pequeño a mediano, siempreverde en las  conífera familia de las Podocarpaceae. 
Es endémica de las islas caribeñas de La Española y Cuba.
Alcanza 10-20 m de altura.  Hojas elípticas a lineales, de 2-4 cm × 5-8 mm, en arreglo espiralado en las ramas. Los estróbilos son como berries, con receptáculo carnoso rojo, y una (ocasionalmente dos) semillas apicales de 7-10 mm de largo.

## Sinonimia
- Nageia aristulata
- Podocarpus angustifolius var. aristulatus
- Podocarpus angustifolius var. wrightii
- Podocarpus buchii

Podocarpus angustifolius subsp. buchii
- Podocarpus leonii
- Podocarpus angustifolius var. leonii
- Podocarpus victorinianus
- Podocarpus angustifolius subsp. buchii, var. latifolius.[2]